# Böttgers Zwergkrallenfrosch
Böttgers Zwergkrallenfrosch (auch Boettgers geschrieben; Hymenochirus boettgeri) ist eine von vier Arten aus der Gattung der Zwergkrallenfrösche und gehört zur Familie der zungenlosen Frösche innerhalb der Ordnung Froschlurche. Zwergkrallenfrösche könnte man als kleinere Ausgabe der Krallenfrösche bezeichnen. Sie besitzen aber anders als diese Schwimmhäute zwischen den Vorderfingern.

## Etymologie und Forschungsgeschichte
Der deutsche Trivialname und der wissenschaftliche Artzusatz „boettgeri“ ehren Oskar Boettger, den ehemaligen Kurator der herpetologischen Abteilung des Senckenberg Naturmuseums in Frankfurt am Main.
Die Erstbeschreibung erfolgte 1896 durch Gustav Tornier der die Art zunächst der Gattung Xenopus zuordnete und dann nochmals 1897 mit gleichlautendem Text und identischer Abbildung. Tornier stand für seine Bearbeitung nur ein einzelnes Typusexemplar zur Verfügung das bereits 1891 von Franz Stuhlmann im Rahmen einer Afrika-Expedition unter der Leitung von Emin Pascha im Gebiet des Ituri (Oberlauf des Aruwimi; heute Demokratische Republik Kongo) gefangen und in Alkohol eingelegt nach Europa geschickt worden war. Als Typenfundort wird von Tornier „Ituri-Fähre bei Wandesoma“ angegeben. Was genau damit gemeint ist, ist unklar. Stuhlmann beschreibt in seinem Expeditionsbericht eine „Itúrifähre“ mit dem Lokalnamen „Mbáu“, die sich in der Nähe einer „Ansiedelung der Wandesáma, Vundenakáma genannt“ befinden solle. Den Angaben Stuhlmanns zufolge sollte sich der Ort im Osten der heutigen Provinz Ituri befinden, in einem Gebiet, in dem der Fluss Ituri noch einen südlichen Verlauf nimmt, bevor er nach Westen in Richtung zum Kongo abbiegt.
Noch im Jahr der Erstbeschreibung, 1896, meldet George Albert Boulenger Zweifel an der Zuordnung zur Gattung Xenopus an und stellt den Frosch in eine eigene Gattung Hymenochirus. Als Boulenger kurz darauf eigenes Belegmaterial zur Verfügung stand das von George Latimer Bates in der Gegend des Benito-Flusses (Mbini) im heutigen Äquatorialguinea gesammelt worden war, bekräftigte er in einer zweiten Veröffentlichung seine Einschätzung und übte gleichzeitig heftige Kritik an Torniers Erstbeschreibung, die er als „sehr unzulänglich“ bezeichnete. Insbesondere kritisierte er den Umstand, dass es Tornier offenbar verabsäumt hatte sein Typusexemplar auf das Vorhandensein oder Fehlen von Zähnen zu überprüfen, was es ihm ermöglicht hätte eine Zuordnung zur Gattung Xenopus (Zähne im Oberkiefer) auszuschließen, da Hymenochirus boettgeri vollkommen zahnlos ist.

## Vorkommen
Boettgers Zwergkrallenfrosch ist ein weit verbreiteter und häufiger Froschlurch des zentralafrikanischen Regenwaldes im weiteren Bereich des Kongobeckens. Das Verbreitungsgebiet erstreckt sich vom Südosten Nigerias, dem Süden Kameruns nach Süden über Äquatorialguinea, Gabun und die Republik Kongo und nach Osten hin über den Süden der Zentralafrikanischen Republik und quer durch die Demokratische Republik Kongo, bis die Waldgebiete in die Savannen Ostafrikas übergehen. Die Art wird von der IUCN als „nicht gefährdet“ („least concern“) gelistet. Sie bevorzugt krautreiche, schattige Stillgewässer der Tiefland-Regenwälder und kleine Tümpel entlang ruhiger Fließgewässer. Sie führen eine ganzjährig aquatile Lebensweise und verlassen ihre Gewässer nur, wenn diese austrocknen oder das Nahrungsangebot versiegt.

## Merkmale
Boettgers Zwergkrallenfrösche erreichen eine Größe von 3 bis 4 cm. Die Oberseite ist hell- bis mittelbraun oder grau gefärbt. Die Unterseite ist hell- bis weißlich. Zudem befinden sich auf der rauen Haut individuell angeordnete Flecken und Punkte. Bei Weibchen und Männchen zieht sich ein dunkler Streifen vom Maul bis hinter die Augen. Die Haut ist mit zahlreichen „Stacheln“ oder „Tuberkeln“ besetzt, die an den Flanken und an den Hinterbeinen besonders groß und deutlich ausgebildet sind. Der Kopf ist flach und leicht gestreckt, wodurch das Maul eine recht spitze Form aufweist. Betrachtet man den Kopf von der Seite, hat dieser etwas Fischähnliches. Die Kiefer sind zahnlos. Bei adulten (erwachsenen) Weibchen, befindet sich auf dem Rücken eine längliche Einkerbung. Die Vordergliedmaßen sind recht schmal, an ihrem Ende sitzt eine winzige „Hand“ mit vier Fingern. Die Fingern sind etwa zur Hälfte oder maximal bis zu ⅔ von Schwimmhäuten bedeckt. Die deutlich größeren Hinterbeine sind ebenfalls mit Schwimmhäuten ausgestattet und besitzen fünf Zehen. Wie bei ihren Verwandten, den Krallenfröschen, sind die drei inneren Zehen mit Hornkrallen ausgestattet.
Hymenochirus boettgeri unterscheidet sich von Hymenochirus feae durch die nicht vollständig von den Schwimmhäuten umschlossenen Finger und Zehen, von Hymenochirus curtipes durch die längeren Beine und die stärker ausgeprägten „Haut-Tuberkeln“ an Flanke und Beinen und von Hymenochirus boulengeri ebenfalls durch die längeren Hinterbeine.

## Lebensweise
Tagsüber verstecken sich die geselligen Tiere meist am Grund, in flachen Verstecken aus Wurzeln oder Stein. Gegen Nachmittag kann man sie auch an der Wasseroberfläche beobachten. Zu dem verbergen sie sich gerne in feuchten Laubhaufen am Ufer. Ihre aquatile Lebensweise ist also nicht so streng, wie früher einmal angenommen. Wenn ihr angestammtes Gewässer austrocknet oder die Nahrung versiegt, verlassen sie es sogar. Zwergkrallenfrösche sind Dämmerungs- und Nachtaktiv. Am frühen Abend begeben sie sich auf Nahrungssuche. Gejagt werden vor allem Insektenlarven und Kleinkrebse, aber auch Aas wird gefressen. Über Sinneszellen am Körper können sie ihre Beute wahrnehmen und diese auch bestimmen. Anschließend fixieren sie ihr Opfer mit den Augen und schnappen zu. Da Zwergkrallenfrösche weder über Zunge noch Zähne verfügen, bedienen sie sich der Technik des Saugschnappens, um ihre Beute zu fangen.